# Fairouz (cràter)
Fairouz és un petit cràter d'impacte pertanyent a la cara oculta de la Lluna. Està situat a la costa nord-oest del Lacus Solitudinis, al costat oest del cràter Bowditch, i entre Titius (a l'oest-sud-oest) i Perel'man (a l'est-nord-est). Els seus veïns més propers són altres tres petits cràters: Bawa (al nord-nord-est), Edith (a l'est-nord-est) i Karima (al nord-nord-est). La Rima Siegfried es troba al nord-est del cràter.

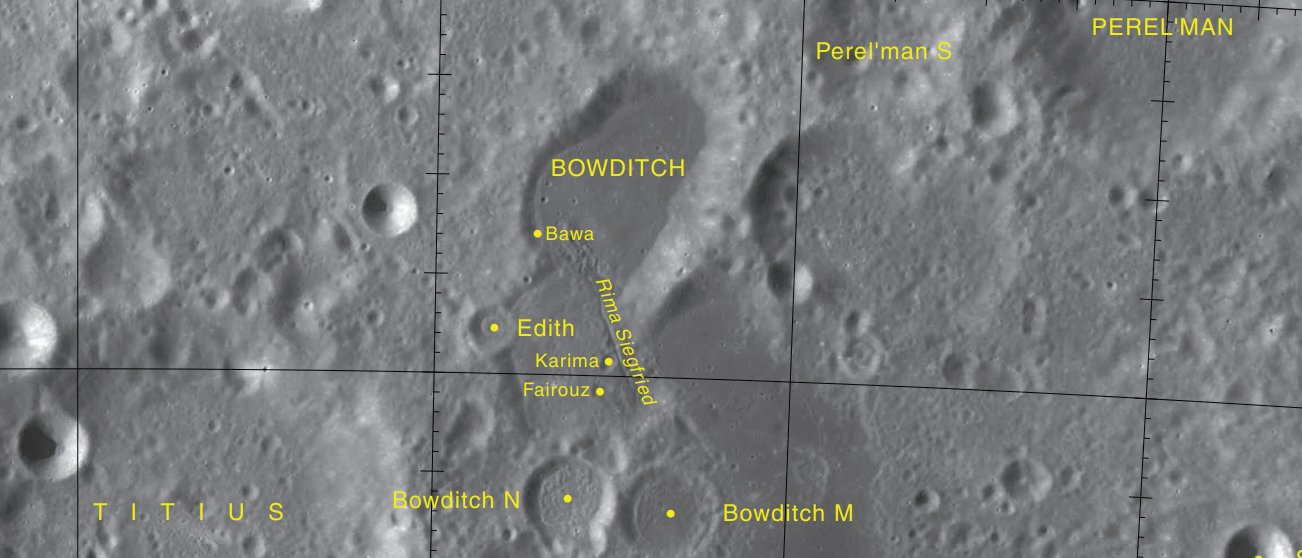
Localització de Fairouz (centre inferior de la imatge)
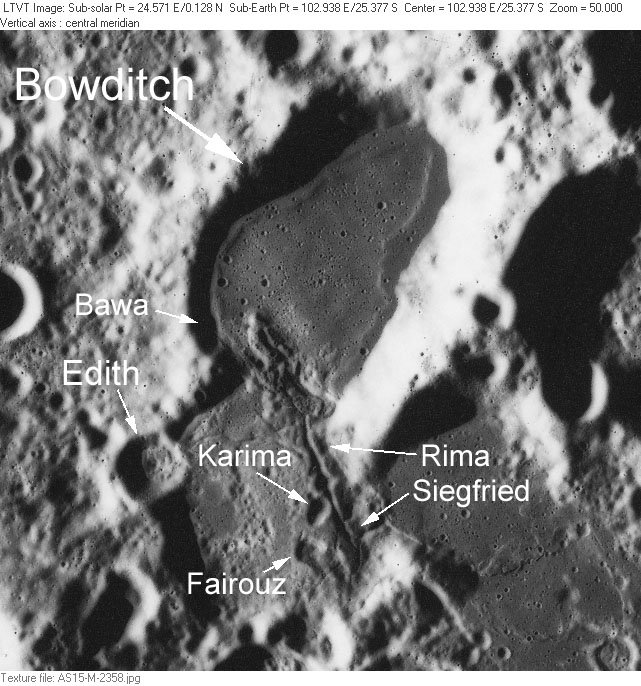
Imatge de l'Apollo 15

És un cràter circular, amb la seva silueta distorsionada per impactes menors en el seu sector sud-oest i per una petita vall paral·lel a la rima Siegfried en el seu sector sud-est. El nom va ser adoptat per la UAI el 1976